# 27 Dresses
27 Dresses is een romantische komedie uit 2008 onder regie van Anne Fletcher. De productie won een People's Choice Award als favoriete filmkomedie van het jaar en werd in dezelfde categorie genomineerd voor een Golden Trailer.

## Verhaal
Jane (Katherine Heigl) kwam er als klein meisje achter dat het verzorgen van bruiloften haar lust en leven is. Tot dat besef kwam ze toen ze na het overlijden van haar moeder ervoor zorgde dat zowel haar zusje als de bruid spic en span op een trouwerij verschenen. Inmiddels is ze bij 27 bruiloften bruidsmeisje geweest, maar nooit zelf de bruid. Jane werkt als persoonlijk assistent van baas George (Edward Burns), op wie ze heimelijk verliefd is. Hij is humanist, dierenvriend en altijd vriendelijk en eerlijk. Jane heeft alleen nog nooit tegen hem durven zeggen wat ze voor hem voelt, hoe haar veel vrijpostiger beste vriendin Casey (Judy Greer) haar ook aanspoort.
Net wanneer Jane eindelijk de stoute schoenen wil aantrekken, komt haar jongere zus Tess (Malin Åkerman) op bezoek. Zonder te weten van Janes gevoelens pakt deze George helemaal in en krijgt zodoende een relatie met hem. Ze vertelt daarvoor wel het een en ander wat niet waar is, want ze is geen dierenvriend en al helemaal geen vegetariër. Het doemscenario komt voor Jane tot een hoogtepunt wanneer George Tess ten huwelijk vraagt en deze wil dat Jane haar bruidsmeisje wordt.
Janes grote hobby in haar vrije tijd is het lezen van het romantische huwelijkskatern in de zondagkrant, dat wordt geschreven door Malcolm Doyle. Ze weet niet dat dit niet de echte naam van de schrijver is, maar een pseudoniem dat de cynische Kevin Doyle (James Marsden) gebruikt om niet lastiggevallen te worden door enthousiaste potentiële bruiden. Hij komt in het bezit van Janes agenda wanneer zij deze verliest in een taxi. Na het doorbladeren hiervan, besluit hij zonder dat Jane dit weet een stuk te schrijven over 'het eeuwige bruidsmeisje', door haar te volgen tijdens de voorbereidingen voor Tess' bruiloft.

## Rolverdeling
- Katherine Heigl - Jane
- James Marsden - Kevin
- Malin Åkerman - Tess
- Melora Hardin - Maureen
- Edward Burns - George
- Judy Greer - Casey
- Maulik Pancholy - Trent
- Krysten Ritter - Gina the Goth

## Trivia
- Actrice Heigl speelt de oudere zus van collega Åkerman, maar is in werkelijkheid zes maanden jonger.
- Wanneer Kevin en Jane (Heigl) samen in de bar zitten, bestaat de achtergrondmuziek uit een nummer van Josh Kelley, met wie Heigl in 2007 trouwde.